# Logos Live
 (mars 2023).
Si vous disposez d'ouvrages ou d'articles de référence ou si vous connaissez des sites web de qualité traitant du thème abordé ici, merci de compléter l'article en donnant les références utiles à sa vérifiabilité et en les liant à la section « Notes et références ».
Albums de Tangerine Dream
White Eagle
(1982) Hyperborea
(1983)
Logos Live est un album du groupe Tangerine Dream enregistré en public en 1982, soustitré "Live at the Dominion - London '82". Certains extraits ont été utilisés dans des compilations sous les titres "Logos (Red Part)" et "Logos (Velvet Part)". 

## Titres
Toutes les chansons sont écrites et composées par Edgar Froese, Christopher Franke et Johannes Schmoelling.
| 1.    | Logos - Part one | 25:30 |
| 2.    | Logos - Part two | 19:10 |
| 3.    | Dominion         | 5:26  |
| 50:55 |                  |       |

## Artistes
- Edgar Froese
- Christopher Franke
- Johannes Schmoelling